# Jett Jackson: The Movie
Jett Jackson: The Movie è un film per la televisione, pubblicato l'8 giugno 2001 su Disney Channel.